# エコノミスト (日本の雑誌)
『エコノミスト』は、毎日新聞出版が発行する経済専門の週刊誌である。対外的には『週刊エコノミスト』と称される。
毎週月曜日発売。2023年4月1日、創刊100周年を迎えたビジネス雑誌の老舗である。

## 概要
1923年（大正12年）3月、大阪毎日新聞社（現・毎日新聞大阪本社）から創刊。第二次世界大戦中は英語が敵性語であったため「経済毎日」と誌名を変えて発行していた。増刊として『エコノミスト投資の達人』を発行していたが、2010年9月号を以って休刊となった。
購読層は40代から50代の会社経営者・管理職などのビジネスマンが中心である。イギリスの同名雑誌である『エコノミスト』とは紙面提携・人材交流は一切ない。なおイギリスの『エコノミスト』は、読売新聞東京本社と提携している。
2017年（平成29年）5月29日より、YouTube番組である『デモクラシータイムス』とのタイアップで「経済の深層」を配信している。